# Thun-l'Eveque Communal Cemetery
Thun-l'Eveque Communal Cemetery is een Britse militaire begraafplaats gelegen in de Franse plaats Thun-l'Eveque (Noorderdepartement). De begraafplaats wordt onderhouden door de Commonwealth War Graves Commission.
De begraafplaats telt 2 geïdentificeerde Gemenebestgraven uit de Eerste Wereldoorlog.